# Île Barbe
Die Île Barbe ist eine Insel in der Saône. Sie gehört seit 1963 zum Stadtgebiet von Lyon und liegt im Norden des 9. Arrondissements im Quartier Saint-Rambert. Ihr lateinischer Name lautete insula barbara („wilde Insel“).

## Lage
Die zur ehemaligen Gemeinde Saint-Rambert-l’Île-Barbe, die 1963 nach Lyon eingemeindet wurde, gehörende Insel ist über eine im Jahr 1827 erbaute Brücke erreichbar. Es verkehren mehrere Buslinien.

## Geschichte
Bereits im 5. Jahrhundert entstand ein dem hl. Martin von Tours geweihtes Kloster, welches zeitweise auch den Namen Saint-Loup trug. Nach wiederholten Verwüstungen in den Jahren 676,725 und 945 durch Sarrazenen und andere wurde das Kloster jedes Mal – auch wegen der Unterstützung durch die Bischöfe von Lyon – wiederaufgebaut. Im 11. Jahrhundert benediktinisch geworden erwarb es Besitztümer in der Dauphiné, der Provence, der Bresse und im Forez.
Im Jahr 1549 wurde das Kloster säkularisiert; die Mönche wurden zu Kanonikern. Im Jahr 1562 durch die Protestanten unter der Führung von François de Beaumont, Baron des Adrets verwüstet, wurde das Kloster in den Jahren 1742 und 1781 – also bereits lange vor der Französischen Revolution – aufgehoben.
Von den drei mittelalterlichen Kirchen (Saint-Loup, Notre-Dame und Sainte-Anne) hat nur die im 11. Jahrhundert erbaute, später jedoch veränderte Kirche Notre-Dame überlebt, die sich der Beherbergung von Pilgern widmete. Von der Kirche Saint-Loup stehen noch Ruinenreste.

## Sehenswürdigkeiten
- Die Insel ist ein beliebter Ausflugsort für die Bevölkerung von Lyon. Es gibt mehrere Restaurants.
- Die teilweise erhaltenen, heute aber im Privatbesitz befindlichen Abteigebäude wurden in den Jahren 1991 und 1993 als Monument historique anerkannt.[1]
- Die Kirche Notre-Dame und der ihr angeschlossene Kreuzgang (cloître) entstanden vom 11. bis zum 13. Jahrhundert. Die Bauten wurde im Jahr 1993 als Monument historique anerkannt.[2]